# Pandemia di COVID-19 in Galles
La diffusione della pandemia di COVID-19 in Galles è stata confermata il 28 febbraio 2020, con un caso segnalato nell'area di Swansea; una persona che era tornata da poco dall'Italia. Il primo caso noto di trasmissione comunitaria è stato segnalato l'11 marzo nell'area di Caerphilly.
L'assistenza sanitaria nel Regno Unito è una questione devoluta, con Inghilterra, Irlanda del Nord, Scozia e Galles che hanno ciascuno i propri sistemi di assistenza sanitaria finanziata con fondi pubblici, insieme a un settore privato più piccolo e servizi volontari. Come risultato del fatto che ogni paese ha politiche e priorità diverse, esistono una varietà di differenze tra questi sistemi.

## Antefatti
Il 12 gennaio 2020, l'Organizzazione mondiale della sanità (OMS) ha confermato che un nuovo coronavirus era la causa di una nuova infezione polmonare che aveva colpito diversi abitanti della città di Wuhan, nella provincia cinese dell'Hubei, il cui caso era stato portato all'attenzione dell'OMS il 31 dicembre 2019.
Sebbene nel tempo il tasso di mortalità del COVID-19 si sia rivelato decisamente più basso di quello dell'epidemia di SARS che aveva imperversato nel 2003, la trasmissione del virus SARS-CoV-2, alla base del COVID-19, è risultata essere molto più ampia di quella del precedente virus del 2003, ed ha portato a un numero totale di morti molto più elevato.

## Andamento dei contagi
| Data | Data       |  | Numero di casi  | Numero di morti |
| --- | ---------- |  | --------------- | --------------- |
| 28-02-2020 | 28-02-2020 |  | 1(N.D.)         |                 |
| 29-02-2020 | 29-02-2020 |  | 1(=)            |                 |
| 01-03-2020 | 01-03-2020 |  | 1(=)            |                 |
| 02-03-2020 | 02-03-2020 |  | 1(=)            |                 |
| 03-03-2020 | 03-03-2020 |  | 1(=)            |                 |
| 04-03-2020 | 04-03-2020 |  | 1(=)            |                 |
| 05-03-2020 | 05-03-2020 |  | 2(50%)          |                 |
| 06-03-2020 | 06-03-2020 |  | 2(=)            |                 |
| 07-03-2020 | 07-03-2020 |  | 2(=)            |                 |
| 08-03-2020 | 08-03-2020 |  | 4(50%)          |                 |
| 09-03-2020 | 09-03-2020 |  | 6(50%)          |                 |
| 10-03-2020 | 10-03-2020 |  | 15(133%)        |                 |
| 11-03-2020 | 11-03-2020 |  | 19(27%)         |                 |
| 12-03-2020 | 12-03-2020 |  | 25(32%)         |                 |
| 13-03-2020 | 13-03-2020 |  | 37(52%)         |                 |
| 14-03-2020 | 14-03-2020 |  | 60(56%)         |                 |
| 15-03-2020 | 15-03-2020 |  | 94(57%)         |                 |
| 16-03-2020 | 16-03-2020 |  | 124(32%)        | 1(N.D.)         |
| 17-03-2020 | 17-03-2020 |  | 136(10%)        | 1(=)            |
| 18-03-2020 | 18-03-2020 |  | 149(10%)        | 1(=)            |
| 19-03-2020 | 19-03-2020 |  | 170(16%)        | 1(=)            |
| 20-03-2020 | 20-03-2020 |  | 191(12%)        | 1(=)            |
| 21-03-2020 | 21-03-2020 |  | 280(47%)        | 3(200%)         |
| 22-03-2020 | 22-03-2020 |  | 347(28%)        | 12(300%)        |
| 23-03-2020 | 23-03-2020 |  | 418(20%)        | 16(33%)         |
| 24-03-2020 | 24-03-2020 |  | 478(14%)        | 17(6.3%)        |
| 25-03-2020 | 25-03-2020 |  | 628(31%)        | 22(29%)         |
| 26-03-2020 | 26-03-2020 |  | 741(18%)        | 28(27%)         |
| 27-03-2020 | 27-03-2020 |  | 921(24%)        | 34(21%)         |
| 28-03-2020 | 28-03-2020 |  | 1093(19%)       | 38(12%)         |
| 29-03-2020 | 29-03-2020 |  | 1241(14%)       | 48(26%)         |
| 30-03-2020 | 30-03-2020 |  | 1451(15%)       | 62(29%)         |
| 31-03-2020 | 31-03-2020 |  | 1563(7.7%)      | 69(11%)         |
| 01-04-2020 | 01-04-2020 |  | 1837(18%)       | 98(42%)         |
| 02-04-2020 | 02-04-2020 |  | 2121(15%)       | 117(20%)        |
| 03-04-2020 | 03-04-2020 |  | 2466(16%)       | 141(21%)        |
| 04-04-2020 | 04-04-2020 |  | 2853(16%)       | 154(9.2%)       |
| 05-04-2020 | 05-04-2020 |  | 3197(12%)       | 166(7.8%)       |
| 06-04-2020 | 06-04-2020 |  | 3499(9.4%)      | 193(16%)        |
| 07-04-2020 | 07-04-2020 |  | 3790(8.3%)      | 212(9.8%)       |
| 08-04-2020 | 08-04-2020 |  | 4073(7.5%)      | 245(16%)        |
| 09-04-2020 | 09-04-2020 |  | 4082(0.2%)      | 286(17%)        |
| 10-04-2020 | 10-04-2020 |  | 4591(12%)       | 315(10%)        |
| 11-04-2020 | 11-04-2020 |  | 4930(7.4%)      | 351(11%)        |
| 12-04-2020 | 12-04-2020 |  | 5297(7.4%)      | 369(5.1%)       |
| 13-04-2020 | 13-04-2020 |  | 5610(5.9%)      | 384(4.1%)       |
| 14-04-2020 | 14-04-2020 |  | 5848(4.2%)      | 403(4.9%)       |
| 15-04-2020 | 15-04-2020 |  | 6113(4.5%)      | 463(15%)        |
| 16-04-2020 | 16-04-2020 |  | 6401(4.7%)      | 495(6.9%)       |
| 17-04-2020 | 17-04-2020 |  | 6645(3.8%)      | 506(2.2%)       |
| 18-04-2020 | 18-04-2020 |  | 6936(4.4%)      | 534(5.5%)       |
| 19-04-2020 | 19-04-2020 |  | 7270(4.8%)      | 575(7.7%)       |
| 20-04-2020 | 20-04-2020 |  | 7546(3.8%)      | 584(1.6%)       |
| 21-04-2020 | 21-04-2020 |  | 7850(4.0%)      | 609(4.3%)       |
| 22-04-2020 | 22-04-2020 |  | 8124(3.5%)      | 624(2.5%)       |
| 23-04-2020 | 23-04-2020 |  | 8358(2.9%)      | 641(2.7%)       |
| 24-04-2020 | 24-04-2020 |  | 8601(2.9%)      | 751(17%)        |
| 25-04-2020 | 25-04-2020 |  | 8900(3.5%)      | 774(3.1%)       |
| 26-04-2020 | 26-04-2020 |  | 9078(2.0%)      | 788(1.8%)       |
| 27-04-2020 | 27-04-2020 |  | 9280(2.2%)      | 796(1.0%)       |
| 28-04-2020 | 28-04-2020 |  | 9512(2.5%)      | 813(2.1%)       |
| 29-04-2020 | 29-04-2020 |  | 9629(1.2%)      | 886(8.9%)       |
| 30-04-2020 | 30-04-2020 |  | 9812(1.9%)      | 908(2.5%)       |
| 01-05-2020 | 01-05-2020 |  | 9972(1.6%)      | 925(1.9%)       |
| 02-05-2020 | 02-05-2020 |  | 10155(1.8%)     | 969(4.8%)       |
| 03-05-2020 | 03-05-2020 |  | 10329(1.7%)     | 983(1.4%)       |
| 04-05-2020 | 04-05-2020 |  | 10524(1.9%)     | 997(1.4%)       |
| 05-05-2020 | 05-05-2020 |  | 10669(1.4%)     | 1023(2.6%)      |
| 06-05-2020 | 06-05-2020 |  | 10764(0.9%)     | 1044(2.1%)      |
| 07-05-2020 | 07-05-2020 |  | 10851(0.8%)     | 1062(1.7%)      |
| 08-05-2020 | 08-05-2020 |  | 11003(1.4%)     | 1090(2.6%)      |
| 09-05-2020 | 09-05-2020 |  | 11121(1.1%)     | 1099(0.8%)      |
| 10-05-2020 | 10-05-2020 |  | 11344(2.0%)     | 1111(1.1%)      |
| 11-05-2020 | 11-05-2020 |  | 11468(1.1%)     | 1116(0.5%)      |
| 12-05-2020 | 12-05-2020 |  | 11573(0.9%)     | 1132(1.4%)      |
| 13-05-2020 | 13-05-2020 |  | 11706(1.1%)     | 1154(1.9%)      |
| 14-05-2020 | 14-05-2020 |  | 11834(1.1%)     | 1164(0.9%)      |
| 15-05-2020 | 15-05-2020 |  | 11960(1.1%)     | 1173(0.8%)      |
| 16-05-2020 | 16-05-2020 |  | 12142(1.5%)     | 1191(1.5%)      |
| 17-05-2020 | 17-05-2020 |  | 12304(1.3%)     | 1203(1.0%)      |
| 18-05-2020 | 18-05-2020 |  | 12404(0.8%)     | 1207(0.3%)      |
| 19-05-2020 | 19-05-2020 |  | 12570(1.3%)     | 1224(1.4%)      |
| 20-05-2020 | 20-05-2020 |  | 12680(0.9%)     | 1238(1.1%)      |
| 21-05-2020 | 21-05-2020 |  | 12846(1.3%)     | 1247(0.7%)      |
| 22-05-2020 | 22-05-2020 |  | 12984(1.1%)     | 1254(0.6%)      |
| 23-05-2020 | 23-05-2020 |  | 13169(1.4%)     | 1260(0.5%)      |
| 24-05-2020 | 24-05-2020 |  | 13309(1.1%)     | 1267(0.6%)      |
| 25-05-2020 | 25-05-2020 |  | 13415(0.8%)     | 1274(0.6%)      |
| 26-05-2020 | 26-05-2020 |  | 13556(1.0%)     | 1282(0.6%)      |
| 27-05-2020 | 27-05-2020 |  | 13653(0.7%)     | 1293(0.9%)      |
| 28-05-2020 | 28-05-2020 |  | 13725(0.5%)     | 1307(1.1%)      |
| 29-05-2020 | 29-05-2020 |  | 13827(0.7%)     | 1317(0.8%)      |
| 30-05-2020 | 30-05-2020 |  | 13913(0.6%)     | 1331(1.1%)      |
| 31-05-2020 | 31-05-2020 |  | 13995(0.6%)     | 1342(0.8%)      |
| 01-06-2020 | 01-06-2020 |  | 14054(0.4%)     | 1347(0.4%)      |
| 02-06-2020 | 02-06-2020 |  | 14121(0.5%)     | 1354(0.5%)      |
| 03-06-2020 | 03-06-2020 |  | 14203(0.6%)     | 1371(1.2%)      |
| 04-06-2020 | 04-06-2020 |  | 14238(0.2%)     | 1379(0.6%)      |
| 05-06-2020 | 05-06-2020 |  | 14314(0.5%)     | 1383(0.3%)      |
| 06-06-2020 | 06-06-2020 |  | 14356(0.3%)     | 1393(0.7%)      |
| 07-06-2020 | 07-06-2020 |  | 14396(0.3%)     | 1398(0.4%)      |
| 08-06-2020 | 08-06-2020 |  | 14438(0.3%)     | 1401(0.2%)      |
| 09-06-2020 | 09-06-2020 |  | 14480(0.3%)     | 1410(0.6%)      |
| 10-06-2020 | 10-06-2020 |  | 14518(0.3%)     | 1419(0.6%)      |
| 11-06-2020 | 11-06-2020 |  | 14581(0.4%)     | 1425(0.4%)      |
| 12-06-2020 | 12-06-2020 |  | 14658(0.5%)     | 1435(0.7%)      |
| 13-06-2020 | 13-06-2020 |  | 14703(0.3%)     | 1441(0.4%)      |
| 14-06-2020 | 14-06-2020 |  | 14742(0.3%)     | 1444(0.2%)      |
| 15-06-2020 | 15-06-2020 |  | 14804(0.4%)     | 1448(0.3%)      |
| 16-06-2020 | 16-06-2020 |  | 14869(0.4%)     | 1456(0.5%)      |
| 17-06-2020 | 17-06-2020 |  | 14922(0.4%)     | 1466(0.7%)      |
| 18-06-2020 | 18-06-2020 |  | 14970(0.3%)     | 1471(0.3%)      |
| 19-06-2020 | 19-06-2020 |  | 15001(0.2%)     | 1475(0.3%)      |
| 20-06-2020 | 20-06-2020 |  | 15026(0.2%)     | 1476(0.1%)      |
| 21-06-2020 | 21-06-2020 |  | 15126(0.7%)     | 1477(0.1%)      |
| 22-06-2020 | 22-06-2020 |  | 15197(0.5%)     | 1478(0.1%)      |
| 23-06-2020 | 23-06-2020 |  | 15295(0.6%)     | 1483(0.3%)      |
| 24-06-2020 | 24-06-2020 |  | 15341(0.3%)     | 1491(0.5%)      |
| 25-06-2020 | 25-06-2020 |  | 15466(0.8%)     | 1497(0.4%)      |
| 26-06-2020 | 26-06-2020 |  | 15531(0.4%)     | 1497(=)         |
| 27-06-2020 | 27-06-2020 |  | 15577(0.3%)     | 1502(0.3%)      |
| 28-06-2020 | 28-06-2020 |  | 15602(0.2%)     | 1504(0.1%)      |
| 29-06-2020 | 29-06-2020 |  | 15717(0.7%)     | 1507(0.2%)      |
| 30-06-2020 | 30-06-2020 |  | 15743(0.2%)     | 1510(0.2%)      |
| 01-07-2020 | 01-07-2020 |  | 15775(0.2%)     | 1516(0.4%)      |
| 02-07-2020 | 02-07-2020 |  | 15815(0.3%)     | 1524(0.5%)      |
| 03-07-2020 | 03-07-2020 |  | 15841(0.2%)     | 1525(0.1%)      |
| 04-07-2020 | 04-07-2020 |  | 15875(0.2%)     | 1530(0.3%)      |
| 05-07-2020 | 05-07-2020 |  | 15890(0.1%)     | 1531(0.1%)      |
| 06-07-2020 | 06-07-2020 |  | 15898(0.1%)     | 1531(=)         |
| 07-07-2020 | 07-07-2020 |  | 15900(0.01%)    | 1534(0.2%)      |
| 08-07-2020 | 08-07-2020 |  | 15913(0.1%)     | 1538(0.3%)      |
| 09-07-2020 | 09-07-2020 |  | 15929(0.1%)     | 1540(0.1%)      |
| 10-07-2020 | 10-07-2020 |  | 15939(0.1%)     | 1540(=)         |
| 11-07-2020 | 11-07-2020 |  | 15946(0.04%)    | 1541(0.1%)      |
| 12-07-2020 | 12-07-2020 |  | 15962(0.1%)     | 1541(=)         |
| 13-07-2020 | 13-07-2020 |  | 15973(0.1%)     | 1541(=)         |
| 14-07-2020 | 14-07-2020 |  | 16836†(0.12%)   | 1543(0.13%)     |
| 15-07-2020 | 15-07-2020 |  | 16854(0.11%)    | 1545(0.13%)     |
| 16-07-2020 | 16-07-2020 |  | 16871(0.10%)    | 1545(=)         |
| 17-07-2020 | 17-07-2020 |  | 16887(0.09%)    | 1546(0.06%)     |
| 18-07-2020 | 18-07-2020 |  | 16897(0.06%)    | 1546(=)         |
| 19-07-2020 | 19-07-2020 |  | 16928(0.18%)    | 1547(0.06%)     |
| 20-07-2020 | 20-07-2020 |  | 16943(0.09%)    | 1547(=)         |
| 21-07-2020 | 21-07-2020 |  | 16965(0.13%)    | 1547(=)         |
| 22-07-2020 | 22-07-2020 |  | 16987(0.13%)    | 1548(0.06%)     |
| 23-07-2020 | 23-07-2020 |  | 17030(0.25%)    | 1548(=)         |
| 24-07-2020 | 24-07-2020 |  | 17075(0.26%)    | 1548(=)         |
| 25-07-2020 | 25-07-2020 |  | 17105(0.18%)    | 1548(=)         |
| 26-07-2020 | 26-07-2020 |  | 17125(0.12%)    | 1549(0.06%)     |
| 27-07-2020 | 27-07-2020 |  | 17170(0.26%)    | 1549(=)         |
| 28-07-2020 | 28-07-2020 |  | 17191(0.12%)    | 1549(=)         |
| 29-07-2020 | 29-07-2020 |  | 17223(0.19%)    | 1554(0.32%)     |
| 30-07-2020 | 30-07-2020 |  | 17232(0.05%)    | 1556(0.13%)     |
| 31-07-2020 | 31-07-2020 |  | 17258(0.15%)    | 1560(0.26%)     |
| 01-08-2020 | 01-08-2020 |  | 17279(0.12%)    | 1562(0.13%)     |
| 02-08-2020 | 02-08-2020 |  | 17315(0.21%)    | 1565(0.19%)     |
| 03-08-2020 | 03-08-2020 |  | 17339(0.14%)    | 1565(=)         |
| 04-08-2020 | 04-08-2020 |  | 17361(0.13%)    | 1566(0.06%)     |
| 05-08-2020 | 05-08-2020 |  | 17374(0.07%)    | 1568(0.13%)     |
| 06-08-2020 | 06-08-2020 |  | 17389(0.09%)    | 1571(0.19%)     |
| 07-08-2020 | 07-08-2020 |  | 17406(0.10%)    | 1578(0.45%)     |
| 08-08-2020 | 08-08-2020 |  | 17425(0.11%)    | 1579(0.06%)     |
| 09-08-2020 | 09-08-2020 |  | 17451(0.15%)    | 1579(=)         |
| 10-08-2020 | 10-08-2020 |  | 17463(0.07%)    | 1579(=)         |
| 11-08-2020 | 11-08-2020 |  | 17476(0.07%)    | 1581(0.13%)     |
| 12-08-2020 | 12-08-2020 |  | 17484(0.05%)    | 1586(0.32%)     |
| 13-08-2020 | 13-08-2020 |  | 17499(0.09%)    | 1586(=)         |
| 14-08-2020 | 14-08-2020 |  | 17516(0.10%)    | 1586(=)         |
| 15-08-2020 | 15-08-2020 |  | 17543(0.15%)    | 1587(0.06%)     |
| 16-08-2020 | 16-08-2020 |  | 17561(0.10%)    | 1589(0.13%)     |
| 17-08-2020 | 17-08-2020 |  | 17575(0.08%)    | 1589(=)         |
| 18-08-2020 | 18-08-2020 |  | 17599(0.14%)    | 1589(=)         |
| 19-08-2020 | 19-08-2020 |  | 17620(0.12%)    | 1589(=)         |
| 20-08-2020 | 20-08-2020 |  | 17639(0.11%)    | 1589(=)         |
| 21-08-2020 | 21-08-2020 |  | 17673(0.19%)    | 1589(=)         |
| 22-08-2020 | 22-08-2020 |  | 17707(0.19%)    | 1590(0.06%)     |
| 23-08-2020 | 23-08-2020 |  | 17727(0.11%)    | 1592(0.13%)     |
| 24-08-2020 | 24-08-2020 |  | 17746(0.11%)    | 1593(0.06%)     |
| 25-08-2020 | 25-08-2020 |  | 17774(0.16%)    | 1593(=)         |
| 26-08-2020 | 26-08-2020 |  | 17808(0.19%)    | 1594(0.06%)     |
| 27-08-2020 | 27-08-2020 |  | 17843(0.20%)    | 1595(0.06%)     |
| 28-08-2020 | 28-08-2020 |  | 17877(0.19%)    | 1595(=)         |
| 29-08-2020 | 29-08-2020 |  | 17917(0.22%)    | 1595(=)         |
| 30-08-2020 | 30-08-2020 |  | 17973(0.31%)    | 1595(=)         |
| 31-08-2020 | 31-08-2020 |  | 18012(0.22%)    | 1595(=)         |
| 01-09-2020 | 01-09-2020 |  | 18063(0.28%)    | 1596(0.06%)     |
| 02-09-2020 | 02-09-2020 |  | 18105(0.23%)    | 1596(=)         |
| 03-09-2020 | 03-09-2020 |  | 18155(0.28%)    | 1596(=)         |
| 04-09-2020 | 04-09-2020 |  | 18206(0.28%)    | 1596(=)         |
| 05-09-2020 | 05-09-2020 |  | 18283(0.42%)    | 1597(0.06%)     |
| 06-09-2020 | 06-09-2020 |  | 18381(0.54%)    | 1597(=)         |
| 07-09-2020 | 07-09-2020 |  | 18514(0.72%)    | 1597(=)         |
| 08-09-2020 | 08-09-2020 |  | 18664(0.81%)    | 1597(=)         |
| 09-09-2020 | 09-09-2020 |  | 18829(0.88%)    | 1597(=)         |
| 10-09-2020 | 10-09-2020 |  | 18931(0.54%)    | 1597(=)         |
| 11-09-2020 | 11-09-2020 |  | 19064(0.70%)    | 1597(=)         |
| 12-09-2020 | 12-09-2020 |  | 19228(0.86%)    | 1597(=)         |
| 13-09-2020 | 13-09-2020 |  | 19390(0.84%)    | 1597(=)         |
| 14-09-2020 | 14-09-2020 |  | 19573(0.94%)    | 1597(=)         |
| 15-09-2020 | 15-09-2020 |  | 19681(0.55%)    | 1597(=)         |
| 16-09-2020 | 16-09-2020 |  | 19880(1.01%)    | 1597(=)         |
| 17-09-2020 | 17-09-2020 |  | 20048(0.85%)    | 1600(0.19%)     |
| 18-09-2020 | 18-09-2020 |  | 20233(0.92%)    | 1601(0.06%)     |
| 19-09-2020 | 19-09-2020 |  | 20445(1.05%)    | 1603(0.12%)     |
| 20-09-2020 | 20-09-2020 |  | 20644(0.97%)    | 1603(=)         |
| 21-09-2020 | 21-09-2020 |  | 20878(1.13%)    | 1603(=)         |
| 22-09-2020 | 22-09-2020 |  | 21159(1.35%)    | 1603(=)         |
| 23-09-2020 | 23-09-2020 |  | 21548(1.84%)    | 1605(0.12%)     |
| 24-09-2020 | 24-09-2020 |  | 21896(1.61%)    | 1606(0.06%)     |
| 25-09-2020 | 25-09-2020 |  | 22215(1.46%)    | 1609(0.19%)     |
| 26-09-2020 | 26-09-2020 |  | 22584(1.66%)    | 1612(0.19%)     |
| 27-09-2020 | 27-09-2020 |  | 22945(1.60%)    | 1612(=)         |
| 28-09-2020 | 28-09-2020 |  | 23231(1.25%)    | 1612(=)         |
| 29-09-2020 | 29-09-2020 |  | 23597(1.58%)    | 1615(0.19%)     |
| 30-09-2020 | 30-09-2020 |  | 23985(1.64%)    | 1616(0.06%)     |
| 01-10-2020 | 01-10-2020 |  | 24383(1.66%)    | 1622(0.37%)     |
| 02-10-2020 | 02-10-2020 |  | 24845(1.89%)    | 1625(0.18%)     |
| 03-10-2020 | 03-10-2020 |  | 25420(2.31%)    | 1630(0.31%)     |
| 04-10-2020 | 04-10-2020 |  | 25852(1.70%)    | 1630(=)         |
| 05-10-2020 | 05-10-2020 |  | 26447(2.30%)    | 1630(=)         |
| 06-10-2020 | 06-10-2020 |  | 26872(1.61%)    | 1640(0.61%)     |
| 07-10-2020 | 07-10-2020 |  | 27624(2.80%)    | 1643(0.18%)     |
| 08-10-2020 | 08-10-2020 |  | 28262(2.31%)    | 1644(0.06%)     |
| 09-10-2020 | 09-10-2020 |  | 29028(2.71%)    | 1646(0.12%)     |
| 10-10-2020 | 10-10-2020 |  | 29654(2.16%)    | 1667(1.28%)     |
| 11-10-2020 | 11-10-2020 |  | 30121(1.57%)    | 1669(0.12%)     |
| 12-10-2020 | 12-10-2020 |  | 30608(1.62%)    | 1673(0.24%)     |
| 13-10-2020 | 13-10-2020 |  | 31370(2.49%)    | 1678(0.30%)     |
| 14-10-2020 | 14-10-2020 |  | 32316(3.02%)    | 1688(0.60%)     |
| 15-10-2020 | 15-10-2020 |  | 33041(2.24%)    | 1698(0.59%)     |
| 16-10-2020 | 16-10-2020 |  | 34005(2.92%)    | 1703(0.29%)     |
| 17-10-2020 | 17-10-2020 |  | 34679(1.98%)    | 1708(0.29%)     |
| 18-10-2020 | 18-10-2020 |  | 35628(2.74%)    | 1711(0.18%)     |
| 19-10-2020 | 19-10-2020 |  | 36253(1.75%)    | 1712(0.06%)     |
| 20-10-2020 | 20-10-2020 |  | 37400(3.16%)    | 1722(0.58%)     |
| 21-10-2020 | 21-10-2020 |  | 38361(2.57%)    | 1736(0.81%)     |
| 22-10-2020 | 22-10-2020 |  | 39491(2.95%)    | 1743(0.40%)     |
| 23-10-2020 | 23-10-2020 |  | 40253(1.93%)    | 1756(0.75%)     |
| 24-10-2020 | 24-10-2020 |  | 41577(3.29%)    | 1772(0.91%)     |
| 25-10-2020 | 25-10-2020 |  | 42681(2.66%)    | 1777(0.28%)     |
| 26-10-2020 | 26-10-2020 |  | 43839(2.71%)    | 1783(0.34%)     |
| 27-10-2020 | 27-10-2020 |  | 45046(2.75%)    | 1790(0.39%)     |
| 28-10-2020 | 28-10-2020 |  | 46459(3.14%)    | 1827(2.07%)     |
| 29-10-2020 | 29-10-2020 |  | 47834(2.96%)    | 1848(1.15%)     |
| 30-10-2020 | 30-10-2020 |  | 49571(3.63%)    | 1859(0.60%)     |
| 31-10-2020 | 31-10-2020 |  | 50872(2.62%)    | 1872(0.70%)     |
| 01-11-2020 | 01-11-2020 |  | 51691(1.61%)    | 1888(0.85%)     |
| 02-11-2020 | 02-11-2020 |  | 53337(3.18%)    | 1891(0.16%)     |
| 03-11-2020 | 03-11-2020 |  | 54456(2.10%)    | 1895(0.21%)     |
| 04-11-2020 | 04-11-2020 |  | 55658(2.21%)    | 1939(2.32%)     |
| 05-11-2020 | 05-11-2020 |  | 56927(2.28%)    | 1969(1.55%)     |
| 06-11-2020 | 06-11-2020 |  | 58279(2.37%)    | 1982(0.66%)     |
| 07-11-2020 | 07-11-2020 |  | 59273(1.71%)    | 2014(1.61%)     |
| 08-11-2020 | 08-11-2020 |  | 59981(1.19%)    | 2033(0.94%)     |
| 09-11-2020 | 09-11-2020 |  | 60912(1.55%)    | 2041(0.39%)     |
| 10-11-2020 | 10-11-2020 |  | 61356(0.73%)    | 2063(1.08%)     |
| 11-11-2020 | 11-11-2020 |  | 62284(1.51%)    | 2108(2.18%)     |
| 12-11-2020 | 12-11-2020 |  | 63151(1.39%)    | 2142(1.61%)     |
| 13-11-2020 | 13-11-2020 |  | 63948(1.26%)    | 2171(1.35%)     |
| 14-11-2020 | 14-11-2020 |  | 64881(1.46%)    | 2191(0.92%)     |
| 15-11-2020 | 15-11-2020 |  | 66214(2.05%)    | 2207(0.73%)     |
| 16-11-2020 | 16-11-2020 |  | 67106(1.35%)    | 2209(0.09%)     |
| 17-11-2020 | 17-11-2020 |  | 67811(1.05%)    | 2243(1.54%)     |
| 18-11-2020 | 18-11-2020 |  | 68449(0.94%)    | 2284(1.83%)     |
| 19-11-2020 | 19-11-2020 |  | 69497(1.53%)    | 2307(1.01%)     |
| 20-11-2020 | 20-11-2020 |  | 70517(1.47%)    | 2338(1.34%)     |
| 21-11-2020 | 21-11-2020 |  | 71533(1.44%)    | 2365(1.15%)     |
| 22-11-2020 | 22-11-2020 |  | 72341(1.13%)    | 2376(0.47%)     |
| 23-11-2020 | 23-11-2020 |  | 73233(1.23%)    | 2385(0.38%)     |
| 24-11-2020 | 24-11-2020 |  | 73828(0.81%)    | 2406(0.88%)     |
| 25-11-2020 | 25-11-2020 |  | 74735(1.23%)    | 2446(1.66%)     |
| 26-11-2020 | 26-11-2020 |  | 75986(1.67%)    | 2474(1.14%)     |
| 27-11-2020 | 27-11-2020 |  | 77091(1.45%)    | 2494(0.81%)     |
| 28-11-2020 | 28-11-2020 |  | 78536(1.87%)    | 2523(1.16%)     |
| 29-11-2020 | 29-11-2020 |  | 79540(1.28%)    | 2536(0.63%)     |
| 30-11-2020 | 30-11-2020 |  | 80342(1.01%)    | 2540(0.04%)     |
| 01-12-2020 | 01-12-2020 |  | 81009(0.83%)    | 2563(0.91%)     |
| 02-12-2020 | 02-12-2020 |  | 82489(1.83%)    | 2614(1.99%)     |
| 03-12-2020 | 03-12-2020 |  | 83961(1.78%)    | 2638(0.92%)     |
| 04-12-2020 | 04-12-2020 |  | 85432(1.75%)    | 2671(1.25%)     |
| 05-12-2020 | 05-12-2020 |  | 87077(1.93%)    | 2695(0.90%)     |
| 06-12-2020 | 06-12-2020 |  | 88992(2.20%)    | 2709(0.52%)     |
| 07-12-2020 | 07-12-2020 |  | 91013(2.27%)    | 2711(0.07%)     |
| 08-12-2020 | 08-12-2020 |  | 91792(0.86%)    | 2725(0.52%)     |
| 09-12-2020 | 09-12-2020 |  | 94030(2.44%)    | 2756(1.14%)     |
| 10-12-2020 | 10-12-2020 |  | 95998(2.09%)    | 2789(1.20%)     |
| 11-12-2020 | 11-12-2020 |  | 98232(2.33%)    | 2818(1.04%)     |
| 12-12-2020 | 12-12-2020 |  | 100725(2.54%)   | 2849(1.10%)     |
| 13-12-2020 |            |  |                 |                 |
| 14-12-2020 | 14-12-2020 |  | 101953*(1.22%)  | 2882(1.16%)     |
| 15-12-2020 | 15-12-2020 |  | 102568*(0.60%)  | 2891(0.31%)     |
| 16-12-2020 | 16-12-2020 |  | 103098*(0.52%)  | 2921(1.04%)     |
| 17-12-2020 | 17-12-2020 |  | 114566*(11.12%) | 2973(1.78%)     |
| 18-12-2020 | 18-12-2020 |  | 117367(2.44%)   | 3011(1.28%)     |
| 19-12-2020 | 19-12-2020 |  | 120432(2.61%)   | 3046(1.16%)     |
| 20-12-2020 | 20-12-2020 |  | 122766(1.94%)   | 3115(2.27%)     |
| 21-12-2020 | 21-12-2020 |  | 125329(2.09%)   | 3125(0.32%)     |
| 22-12-2020 | 22-12-2020 |  | 128089(2.20%)   | 3149(0.77%)     |
| 23-12-2020 | 23-12-2020 |  | 131102(2.35%)   | 3200(1.62%)     |
| 24-12-2020 | 24-12-2020 |  | 133263(1.65%)   | 3263(1.97%)     |
| 25-12-2020 |            |  |                 |                 |
| 26-12-2020 | 26-12-2020 |  | 135500(1.68%)   | 3298(1.07%)     |
| 27-12-2020 | 27-12-2020 |  | 139642(3.06%)   | 3368(2.12%)     |
| 28-12-2020 | 28-12-2020 |  | 141915(1.63%)   | 3383(0.45%)     |
| 29-12-2020 | 29-12-2020 |  | 144425(1.77%)   | 3416(0.98%)     |
| 30-12-2020 | 30-12-2020 |  | 146706(1.58%)   | 3429(0.38%)     |
| 31-12-2020 | 31-12-2020 |  | 148537(1.25%)   | 3494(1.90%)     |
| Fonti: - Agenzia sanitaria gallese - Ultimo aggiornamento: 1.1.2021, 11:00 GMT - Il Regno Unito non riporta i dati sui guariti |            |  |                 |                 |

## Cronologia

### Febbraio 2020
Il 28 febbraio è stato confermato il primo caso nel Paese, da un uomo proveniente dal nord Italia.

### Marzo 2020
Il 10 marzo, il numero di casi aveva raggiunto i 15. Il 16 marzo, la prima morte è stata segnalata a Wrexham. Il 20 marzo le scuole furono chiuse. Il 23 marzo, il primo ministro britannico Boris Johnson ha annunciato un blocco dal Regno Unito, mantenendo aperti solo i servizi essenziali. Questo annuncio è stato seguito dal primo ministro gallese Mark Drakeford, che ha annunciato che le misure avrebbero riguardato anche il Galles e avrebbero avuto effetto da quella notte. Le misure adottate impediscono alle persone di lasciare le proprie case per spostamenti non essenziali, con esercizi esterni limitati a una volta al giorno. Furono bandite riunioni di due o più persone, ad eccezione di persone nella stessa casa, mentre bar, ristoranti (ad eccezione dell'asporto) e negozi che vendevano "beni non essenziali" furono costretti a chiudere.
Il 26 marzo, lo Snowdon e le altre montagne gallesi sono state chiuse al pubblico, dopo che più persone si erano radunate sulle montagne nei giorni precedenti. Anche altri luoghi turistici sarebbero stati chiusi. Il 27 marzo, la North Wales Police stava pattugliando il confine tra Galles e Inghilterra poiché i visitatori ignoravano le istruzioni di rimanere a casa e di recarsi in Galles. In molti casi, la polizia impediva alle auto di entrare in Inghilterra.

### Aprile 2020
Il 2 aprile, il numero di casi confermati ha raggiunto 2.000 e il numero di morti ha raggiunto 100. Il 5 aprile, i casi hanno raggiunto 3.000. Il 7 aprile, il bilancio delle vittime ha superato la soglia dei 200. Lo stesso giorno, le misure di distanza sul posto di lavoro, che imponevano una distanza di due metri tra le persone, sono diventate legge in Galles, imponendo ai datori di lavoro di adottare "tutte le misure ragionevoli". L'8 aprile, il numero di casi è aumentato da 4.000 a 4.073, con 245 morti segnalate.
Il 17 aprile, la Public Health Wales ha segnalato, per la prima volta, le aree in cui si sono verificati i decessi in Galles (finora 506). Quasi tutti si sono verificati nel sud-est, con 12 decessi condivisi tra le altre aree del consiglio sanitario, coprendo l'ovest, il centro e il nord del paese. In seguito è stato scoperto che c'era un ritardo nella comunicazione dei dati dal Consiglio per la salute presso l'Università Betsi Cadwaladr. Mark Drakeford ha annunciato che il blocco sarebbe potuto continuare nel paese, anche se fosse stato revocato altrove nel Regno Unito.

### Maggio 2020
L'8 maggio, il primo ministro Mark Drakeford ha annunciato che il blocco sarebbe stato esteso per altre tre settimane. Ha anche annunciato modifiche "modeste" nelle misure già in atto: alcuni centri di giardinaggio sarebbero stati autorizzati a riaprire e le persone potevano ora stare all'aperto più di una volta al giorno. Il 10 maggio, il primo ministro Johnson ha annunciato l'allentamento del blocco alla televisiva britannica, scatenando alcune ritorsioni da parte del Galles.

### Luglio 2020
Il 6 luglio, per la prima volta dall'inizio della pandemia non si sono verificati decessi confermati in Galles. Il 10 luglio, per la seconda volta, il Galles non ha confermato i decessi. Drakeford ha annunciato modifiche alle restrizioni di blocco e ha specificato le date per la riapertura di strutture ricettive, parrucchieri e saloni di bellezza e strutture ricreative all'aperto. Frank Atherton, direttore medico per il Galles, aveva "confermato che abbiamo una certa capacità di allentare ulteriormente le restrizioni nelle prossime tre settimane".
Il 21 luglio, il Galles non ha registrato nuovi decessi per l'ottava volta in un mese. Tuttavia, i dati diffusi dal Galles hanno confermato che ci sono stati 736 decessi di residenti in case di cura legati al virus entro il 17 luglio, con un numero totale di decessi superiore del 71% rispetto allo stesso periodo dell'anno precedente. Il 25 luglio, il Galles non ha registrato morti per la decima volta in un mese.